# Siegel–Weils formel
Inom matematiken är Siegel–Weils formel, introducerad av Weil (1964, 1965) som en utvidgning av resultat av Siegel (1951, 1952), en formel som uttrycker en Eisensteinserie som ett viktat medeltal av thetaserier av gitter i genus, där vikterna är proportionella till inversa ordningen av automorfigruppen av gittret. För konstanta termerna är detta essentiellt Smith–Minkowski–Siegels massformel.